# テリ・リン・キャリントン
テリ・リン・キャリントン（Terri Lyne Carrington、1965年8月4日 - ）は、アメリカのドラマーでプロデューサー、コンポーザー、歌手（シンガーソングライター）。ウェイン・ショーターをはじめとし、数多くのミュージシャンと共演している。

## 来歴
マサチューセッツ州メッドフォード生まれ。サックス奏者の父親ソニーに倣い、幼少時にサックスを演奏し始めるが、7歳の頃にはドラムスに替え、キース・コープランドに師事した。12歳でバークリー音楽大学の奨学金を獲得。10代の頃はアラン・ドーソンに師事し、また作編曲についても学ぶ。1983年、18歳の時にジャック・ディジョネットの奨めで、ニューヨークに身を移す。
ジェームズ・ムーディーやクラーク・テリーらとの共演を経て、ウェイン・ショーターのオーディションに合格しアルバム『ジョイ・ライダー』の録音に参加。ツアーにも同行することで、名実共にキャリアを上げる。ウェインとの仕事のためロサンジェルスに移る。デイヴィッド・サンボーンのバンドにも参加し、1989年にデビュー・アルバム『リアル・ライフ・ストーリー』をヴァーヴ・フォアキャストより発表。ショーター等のゲスト陣を据えたこのアルバムは、グラミー賞へのノミネートを獲得した。1990年代は、ウェインのバンドに加え、スティーヴィー・ワンダーやハービー・ハンコック、ジョニ・ミッチェルらと共演。
2000年代には、ジャズの教育機関である「IAJE (International Association for Jazz Education)」でミュージシャンの育成に携わる。2002年、ドイツのレーベルであるACTからリリースしたセカンド・アルバム『ジャズ・イズ・ア・スピリット』には、ハンコックやウォレス・ルーニーが参加している。2007年には、マイルス・デイヴィスの活動後期を支えた、ロバート・アーヴィング3世と自主レーベルのソニック・ポートレイツ・エンタテインメントを創設。このレーベルからロバートがアルバムを出している。
近年は住まいをボストンにしている。2006年には息子ドリアンを授かる。2008年には新鋭の女性ベーシストエスペランサ・スポルディングとツアーを行う。11月から12月にかけて自己バンドとしてはこれが初となる日本公演も行っている。翌年6月にも新作『モア・トゥ・セイ』を引提げ来日公演を行った。
2018年、バークリー音楽大学に新たに創設されたBerklee  Institute of Jazz and Gender Justice  の創立者であり、アートディレクターである。

## ディスコグラフィ

### リーダー・アルバム
- 『リアル・ライフ・ストーリー』 - Real Life Story (1989年、Verve Forecast)
- 『ジャズ・イズ・ア・スピリット』 - Jazz Is a Spirit (2002年、ACT)
- 『ストラクチャー』 - Structure (2004年、ACT)
- 『モア・トゥ・セイ』 - More to Say (Real Life Story: NextGen.) (2009年、E1 Entertainment)
- 『モザイク・プロジェクト：ジャズと生きる女たち』 - The Mosaic Project (2011年、Concord) ※第54回グラミー賞（最優秀ジャズ・ボーカル・アルバム）
- 『マネー・ジャングル2013』 - Money Jungle: Provocative in Blue (2013年、Concord) ※第56回グラミー賞（最優秀ジャズ・インストゥルメンタル・アルバム）
- The Mosaic Project: Love and Soul (2015年、Concord/Universal)